# Алдін Туркеш
Алдін Туркеш (босн. Aldin Turkeš, нар. 22 квітня 1996, Цуг) — боснійський та швейцарський футболіст, нападник боснійського клубу «Сараєво». Виступав також за низку швейцарсьських і ліхтенштейнських клубів. Володар Кубка Ліхтенштейну.

## Клубна кар'єра
Алдін Туркеш народився 1996 року в швейцарському місті Цуг. Розпочав займатися футболом у юнацькій команді клубу «Люцерн», пізніше грав у юнацьких командах клубів «Грассгоппер» та «Цюрих». У 2015 році Туркеш розпочав грати в головній команді клубу «Цюрих», проте гравцем основного складу не став, і в 2016 році перейшов до ліхтенштейнського клубу «Вадуц», у якому в сезоні 2016—2017 років став володарем Кубка Ліхтенштейну.
У 2018 Туркеш став гравцем швейарського клубу «Рапперсвіль-Йона», а в 2019 році перейшов до іншого швейцарського клубу «Лозанна», в якому грав до 2023 року, а в сезоні 2019—2020 року став у складі команди кращим бомбардиром другого швейцарського дивізіону, проте пізніше результативність футболіста значно знизилась.
Протягом 2023—2024 років футболіст захищав кольори швейцарського клубу «Вінтертур». У 2024 році Туркеш повернувся на історичну батьківщину до клубу «Сараєво».

## Виступи за збірні
У 2014 році Алдін Туркеш дебютував у складі юнацької збірної Швейцарії, загалом на юнацькому рівні грав до 2016 року, та взяв участь у 14 іграх, відзначившись 7 забитими голами.
У 2018 році Туркеш вирішив змінити футбольне громадянство, та зіграв 1 матч у складі молодіжної збірної Боснії і Герцеговини, в якому забив 1 гол.

## Титули і досягнення

### Командні
- Володар Кубка Швейцарії (1):

«Цюрих»: 2015–2016
- Володар Кубка Ліхтенштейну (1):

«Вадуц»: 2016–2017
- Володар Кубка Боснії і Герцеговини (1):

«Сараєво»: 2024–2025

### Особисті
- Кращий бомбардир Челендж-ліги: 2019—2020 (22 голи)